# Казачья Губерля
Казачья Губерля — село в Гайском районе Оренбургской области. Входит в состав Губерлинского сельсовета.

## География
Село расположено между двумя реками — Губерля и Чебакла в глубине Губерлинских гор, на бывшем почтовом тракте Оренбург-Орск (ныне Царская дорога).
Расстояния до:
- районного центра (Гай): 89 км,
- административного центра (Хмелевка): 14 км.

## История
Село было заложено 16 сентября 1736 года как казачья крепость и названа была по реке Губерля.
Вначале здесь проживало 30 семей и небольшой гарнизон нёс охранную службу. Впоследствии из-под Челябинска было переведено 113 семей чебаркульских казаков. В центре села была построена церковь из красного кирпича, но в 30-е годы XX века она была разрушена.
Через село проходил почтовый тракт Оренбург — Орск. По нему в 1837 году следовал кортеж будущего императора Александра II. Цесаревича сопровождал великий поэт В. А. Жуковский. Сохранились ещё записи относящиеся к этой поездки: «Между Хабарскою и Губерлинскою (крепостями) как будто в малом виде — большие горы со всеми их деталями. Но ни кустика, ни капли воды. Все покрыто ковылем и пусто. Взволновавшаяся и окаменевшая пустыня. Чудный вид с высокого пункта, который я срисовал. Спуск постепенный между нижними излучистыми каменными холмами, составляющими цепь. Дно сей долины — дорога. В одном месте ключ перебежал дорогу… Прелестный вид на Губерлинскую. Губерлинская крепость между слияниями рек Чебаклы и Губерли. Отсюда широкая долина посреди тех же гор. Пирамиды. Горы, как лев или крокодил, лежащие поперек, по спине их дорога. Камни, как бородавки… На песке ковыль. Песок в виде пирамид. Переезд к Подгорной крепости по дну широкого бассейна долиною…»
После постройки железной дороги Оренбург — Орск была построена станция Губерля, и для различия прежнюю станицу стали называть Казачья Губерля.
В период гражданской войны часть казаков села поддерживала монархиста Дутова. Здесь происходили упорные бои.
До мая 1927 года село входило в Орский уезд. С декабря 1934 года село вошло в Халиловский район.
В тридцатые годы сюда была переселена из поселка Халилово часть семей, ранее раскулаченных в Поволжье.
Здесь был создан колхоз «Красная гора», но 18 марта 1959 года колхоз был передан в совхоз «Губерлинский» как отделение № 2.

## Население
| 1975 | 2002 | 2010 |
| ---- | ---- | ---- |
| 307  | ↘246 | ↘148 |

Национальный состав
Русские, украинцы, башкиры, казахи, немцы.

## Экономика
Основное занятие жителей села выращивание пуховых коз. В восьмидесятые годы на отделении содержали более 16 тысяч голов, сейчас осталось около 2-x тысяч.

## Отражение в литературе
Украинский поэт Тарас Григорьевич Шевченко четырежды проезжал через станицу Губерлинскую: когда его везли в Орскую крепость на службу (1847 г.) и обратно (1849 г.), позже через станицу его провели пешком как арестанта из Оренбурга в Орск (1850 г.) и обратно. Свои впечатления он описал в повести «Близнецы» .